# Lamstedt
Lamstedt is een gemeente in de Duitse deelstaat Nedersaksen. De gemeente is de bestuurszetel van de Samtgemeinde Börde Lamstedt in het Landkreis Cuxhaven. Lamstedt telt 3.345 inwoners.
De gemeente omvat naast het dorp Lamstedt nog de dorpen Hackemühlen, Ihlbeck, Nindorf en Wohlenbeck.

## Geboren
- Wolfgang Rolff (1959), voetballer en voetbalcoach

- Gemeinsame Normdatei: 4111191-6
- Virtual International Authority File: 236395369
- WorldCat: E39PBJpPBPCdHgHj7f49V7cHG3